# Šimun Čarobnjak
Šimun Čarobnjak (grč. Σίμων ὁ μάγος, lat. Simon Magus), samarijski duhovni učitelj iz 1. stoljeća pr. Kr.

## Životopis
Jako se malo zna o Šimunovu životu. Prema povijesnim izvorima rođen je u Samariji. Kad je odrastao, počeo je činiti čudesa te se predstavljao kao Mesija. Kad je u grad došao sveti Filip kako bi obratio pogane na pravovjerno kršćanstvo, i Šimun je postao kršćanin. Po dolasku apostola u grad ponudio im je novac kako bi dobio dar Duha Svetoga, ali sveti Petar ga je odbio. Po njemu se naplaćivanje crkvenih darova, pogotovo odriješenja od grijeha, naziva simonija.